# Jillian Bell
Jillian Leigh Bell (née le 25 avril 1984 à Las Vegas) est une comédienne et une actrice américaine.

## Biographie
Jillian Bell est surtout connue pour ses rôles récurrents en tant que Jillian Belk dans Workaholics et Dixie dans la dernière saison de Kenny Powers. Elle apparaît également dans le film 22 Jump Street dans le rôle de Mercedes.
Elle a été élevée à Las Vegas, dans le Nevada. Elle a commencé à étudier l'improvisation théâtrale à l'âge de 8 ans. Elle a obtenu son diplôme au Bishop Gorman High School en 2003. Elle déménagea à Los Angeles et devint une membre de Groundlings.

## Filmographie

### Cinéma
| Année | Titre                           | Titre original            | Réalisateur                            | Rôle                            | Notes                       |
| ----- | ------------------------------- | ------------------------- | -------------------------------------- | ------------------------------- | --------------------------- |
| 2011  | Mes meilleures amies            | Bridesmaids               | Paul Feig                              | la fille dans la douche         |                             |
| 2012  | Love, Gloria                    | Love, Gloria              | Nick Scown                             | Cheryl                          |                             |
| 2012  | The Master                      | The Master                | Paul Thomas Anderson                   | Susan Gregory                   |                             |
| 2014  | 22 Jump Street                  | 22 Jump Street            | Phil Lord et Chris Miller              | Mercedes                        |                             |
| 2014  | Inherent Vice                   | Inherent Vice             | Paul Thomas Anderson                   | Chlorinda                       |                             |
| 2015  | The Night Before - Secret Party | The Night Before          | Jonathan Levine                        | Betsy                           |                             |
| 2015  | Chair de poule, le film         | Goosebumps                | Rob Letterman                          | Lorraine                        |                             |
| 2016  | Angry Birds, le film            | The Angry Birds Movie     | Clay Kaytis (en) et Fergal Reilly (en) | Helene et la professeur de yoga | (voix originale)            |
| 2016  | Joyeux bordel !                 | Office Christmas Party    | Josh Gordon et Will Speck              | Trina                           |                             |
| 2017  | Fist Fight                      | Fist Fight                | Richie Keen                            | Holly                           |                             |
| 2017  | Pire soirée                     | Rough Night               | Lucia Aniello                          | Alice                           |                             |
| 2018  | Game Over, Man!                 | Game Over, Man!           | Kyle Newacheck                         | Fille embarrassée               |                             |
| 2019  | Brittany runs a marathon        | Brittany runs a marathon  | Paul Downs Colaizzo                    | Brittany Forgler                | Aussi productrice exécutive |
| 2019  | Sword of Trust                  | Sword of Trust            | Lynn Shelton                           | Cynthia                         |                             |
| 2020  | Cowboys                         | Cowboys                   | Anna Kerrigan                          | Sally                           |                             |
| 2020  | Bill et Ted sauvent l'univers   | Bill & Ted face the music | Dean Parisot                           | Dr Taylor Wood                  |                             |
| 2020  | Marraine ou presque             | Godmothered               | Sharon Maguire                         | Eleanor                         |                             |
| 2023  | Murder Mystery 2                | Murder Mystery 2          | Jeremy Garelick                        | Susan                           |                             |
| 2023  | Fool's Paradise                 | Fool's Paradise           | Charlie Day                            | Shaman                          |                             |

- 2023 : Noël à Candy Cane Lane (Candy Cane Lane) de Reginald Hudlin
- 2025 : Baby Bluff de Tyler Spindel : Kate

### Télévision
| Année        | Titre                                              | Rôle                      | Notes                                            |
| ------------ | -------------------------------------------------- | ------------------------- | ------------------------------------------------ |
| 2006         | Crossbows & Mustaches                              | Denise                    |                                                  |
| 2007–2008    | Preppy Hippies                                     | Jillian                   | 5 épisodes                                       |
| 2009         | Waiting to Die                                     | Kristy                    | Pilote                                           |
| 2009–2010    | Saturday Night Live                                | Team Helga Curling Player | Épisode Jennifer Lopez                           |
| 2009         | Worst Week : Pour le meilleur... et pour le pire ! | Eleanor                   | Épisode The Puppy                                |
| 2009         | Larry et son nombril                               | Maureen                   | Épisode The Bare Midriff                         |
| 2011         | Franklin and Bash                                  | Jennifer Putnam           | Épisode Jennifer of Troy                         |
| 2011– 2017   | Workaholics                                        | Jillian Belk              | 40 épisodes                                      |
| 2011         | Friends with Benefits                              | Amanda                    | Épisode The Benefit of Keeping Your Ego in Check |
| 2012–2013    | Partners                                           | Renata                    | 6 épisodes                                       |
| 2013         | To My Future Assistant                             | Pilote                    |                                                  |
| 2013         | Kenny Powers                                       | Dixie                     | 8 épisodes                                       |
| 2013         | High School USA!                                   | Miriam (voix)             | Épisode Rumsprinabreakers                        |
| 2014         | Souvenirs de Gravity Falls                         | Melody (voix)             | 2 épisodes                                       |
| 2014 -- 2017 | Idiotsitter                                        | Gene                      | 16 épisodes                                      |
| 2020         | Room 104                                           | Sam                       | Saison 4 épisode 2 "L'instant étoile"            |

## Voix francophones
En version française,  Jillian Bell est dans un premier temps doublée par Céline Ronté dans Partners, puis Karine Foviau lui prête sa voix à trois occasions entre 2014 et 2017, étant sa voix dans 22 Jump Street, Joyeux Bordel ! et Combat de Profs avant de la retrouver plus tard dans Tales of the Walking Dead.
Par la suite, l'ayant doublée une première fois dans Kenny Powers, Laëtitia Lefebvre la double également à cinq reprises, la retrouvant dans Brittany court un marathon, Roar, Noël à Candy Cane Lane et Baby Bluff (en).
En parallèle, l'actrice est doublée à deux reprises par Gaëlle Marie dans Chair de poule, le film et #Pire Soirée. À titre exceptionnel, l'actrice est doublée par Marie-Eugénie Maréchal dans The Night Before, Élisabeth Guinand dans Idiotsitter, Vanessa Van-Geneugden dans Room 104, Jessica Barrier dans Marraine ou presque, Julia Boutteville dans Murder Mystery 2 et Sandra Macedo dans Fool's Paradise.